# Jostein Hasselgård
Jostein Hasselgård (Fredrikstad, 24 de março de 1979) é um cantor e pianista norueguês.
Foi o vencedor do Melodi Grand Prix  , final  norueguesa para a escolha da canção norueguesa no Festival Eurovisão da Canção , conseguindo o quarto lugar na final europeia, em Riga, Letónia,  cantando a balada  "I'm Not Afraid to Move on ". 
Hasselgård é originário de Fredrikstad, a sexta maior cidade do país que tem mais de 6.000 habitantes e que fica a 90 km a sudeste de Oslo, próximo da fronteira com a Suécia. Jostein começou a tocar piano quando tinha seis anos e treinou vários géneros de música. Depois da vitória no Melodi Grand Prix ,  Hasselgård cantou em vários concertos na parte sudeste do país.
Ele estudou na  Academia Norueguesa de Música em  Oslo e também trabalhou a tempo inteiro como educador de infância.
Em 2006 , Jostein e a sua banda  Hasselgård, lançou um álbum  A few Words.